# U43型潜水艦
U43型潜水艦はドイツ海軍の航洋型潜水艦。U31型潜水艦を参考に、魚雷搭載数や燃料搭載数を増やすことで長期の行動が可能な艦として設計された。
1914年から1916年にかけて8隻が建造され、第一次世界大戦で通商破壊により246隻の商船を撃沈する戦果を得た。6隻が戦没し、残った艦は連合国に分配された。

## 主要諸元
- 全長:34.68m
- 全幅:3.02m
- 喫水:3.66m
- 排水量(水上/水中):234t/258t
- 速度(水上/水中):9.7kt/12.5kt
- 水上航続距離:4,300海里/6.0kt
- 水中航続距離:175海里/4.0kt
- 兵装:53cm魚雷発射管×2(魚雷×2)
- 乗員:14名